# Cesar Itoku
Cesar Itoku (懿徳天皇 "Itoku-tenno"), znan tudi kot "Oojamatohikosukitomo no Mikoto (大日本彦耜友天皇)" je bil četrti japonski cesar v skladu s tradicionalnim nasledstvom. Njegovemu življenju ne moremo z zagotovostjo pripisati datumov, po dogovoru je vladal med leti 510 in 477 pr. n. št., proti koncu Obdobja Džomon.

## Legenda
Sodobni strokovnjaki so postavili pod vprašaj obstoj vsaj prvih devetih cesarjev; Itokujev potomec cesar Sudžin je prvi, za katerega sklepajo, da je dejansko obstajal. Ime Annej-tenno mu je bilo dodeljeno posmrtno v času cesarja Kanmuja. Zgodovinarji ga obravnavajo kot "legendarno osebnost", saj so podatki o njegovem življenju redki in pogosto nezanesljivi. Šele vladavini cesarja Kinmeja v 6. stoletju lahko pripišemo preverljive datume, imena in časi vladanja zgodnjih cesarjev so bili potrjeni kot tradicionalni v času cesarja Kanmuja, 50. vladarja dinastije Jamato. V Kodžikiju in Nihon Šokiju sta zabeležena samo njegovo ime in rodoslovje. Bil naj bi sin cesarja Anneja in princese Nunasoko-Nakacu, vnukinje kami Kotoširo-Nuši. 
Trenutno ima kljub pomanjkanju dokazov o obstoju lastno cesarsko posvečeno svetišče (misasagi) z mavzolejem v Kašihari, imenovano Unebi-yama no minami no Manago no tani no e no misasagi. Uvrščajo ga kot tretjega med osmimi nedokumentiranimi cesarji (欠史八代 "Kešši-hačidaj"), za katere ne poznamo legend, povezanih z njihovimi življenji. 
Džien je dokumentiral, da je vladal iz palače Migario-no-mija pri Karuju, del kasnejše province Jamato. Bil je drugi ali tretji sin cesarja Anneja, razlogov za njegovo zasedbo prestola pa ni navedenih. Njegovo posmrtno ime pomeni "dobrosrčna vrlina". Ni dvoma, da je ime kitajskega izvora in budistično po implikaciji, kar nakazuje, da je bilo pridano stoletja kasneje, v času, ko so bile v Kodžiki zapisane legende o dinastiji Jamato.
- Obeležje na kraju cesarjeve palače
- Grobnica cesarja Itokuja